# Краснокустовский сельсовет
Краснокустовский сельсовет — сельское поселение в Мучкапском районе Тамбовской области Российской Федерации.
Административный центр — посёлок Красный Куст.

## История
Статус и границы сельского поселения установлены Законом Тамбовской области от 17 сентября 2004 года № 232-З «Об установлении границ и определении места нахождения представительных органов муниципальных образований в Тамбовской области».

## Население
| 2010 | 2012  | 2013  | 2014  | 2015  | 2016  | 2017 |
| ---- | ----- | ----- | ----- | ----- | ----- | ---- |
| 882  | ↗1166 | ↘1135 | ↘1104 | ↘1053 | ↘1011 | ↘978 |
| 2018 | 2019  | 2020  | 2021  |       |       |      |
| ↘923 | ↘893  | ↘866  | ↘787  |       |       |      |

## Состав сельского поселения
| № | Населённый пункт | Тип населённого пункта          | Население |
| - | ---------------- | ------------------------------- | --------- |
| 1 | Берёзовка 2-я    | село                            | 60        |
| 2 | Викторовка       | деревня                         | 0         |
| 3 | Добринка         | деревня                         | 64        |
| 4 | Красный Куст     | посёлок, административный центр | 632       |
| 5 | Нижнее Чуево     | село                            | 328       |
| 6 | Петровское       | село                            | 110       |
| 7 | Родионовка       | деревня                         | 16        |